# Midcourse Space Experiment
Midcourse Space Experiment (MSX) war ein militärischer Satellit, mit dem auch astronomische Beobachtungen im Infraroten durchgeführt wurden.
Der Satellit der Ballistic Missile Defense Organization (BMDO) wurde im Rahmen des amerikanischen Raketenabwehrprogramms entwickelt und diente hauptsächlich zu Tests der Verfolgung von Interkontinentalraketen in ihrer mittleren Flugphase, zwischen Start und Wiedereintritt in die Erdatmosphäre. MSX wurde am 24. April 1996 mit einer Delta-Rakete von der Vandenberg Air Force Base in eine niedrige, fast sonnensynchrone Erdumlaufbahn gestartet.
Das SPIRIT-III-Experiment auf MSX war während der ersten zehn Monate der Mission in Betrieb und wurde für astronomische Beobachtungen benutzt. Es verfügte über ein mit festem Wasserstoff auf 11–12 Kelvin gekühltes Teleskop von 33 cm Öffnung, mit dem Beobachtungen bei fünf Wellenlängen (4,3 µm, 8,28 µm, 12,13 µm, 14,65 µm und 21,3 µm) durchgeführt wurden.
Zu den wichtigsten astronomischen Ergebnissen von MSX gehören Aufnahmen der Ebene unserer Milchstraße und der von der IRAS-Himmelsdurchmusterung nicht abgedeckten Gebiete.

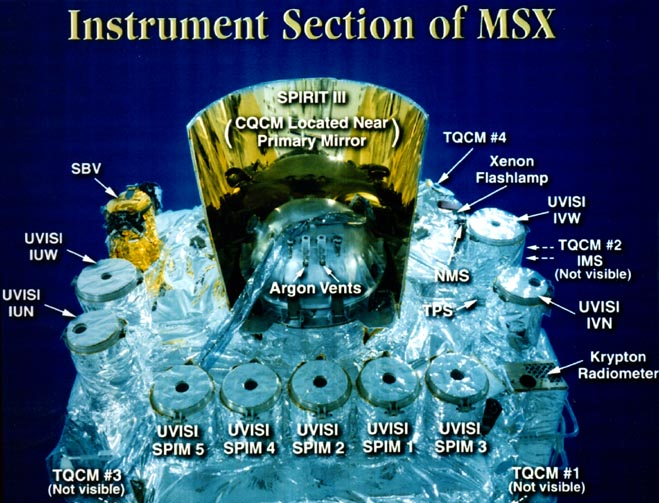
Instrumentensektion von MSX
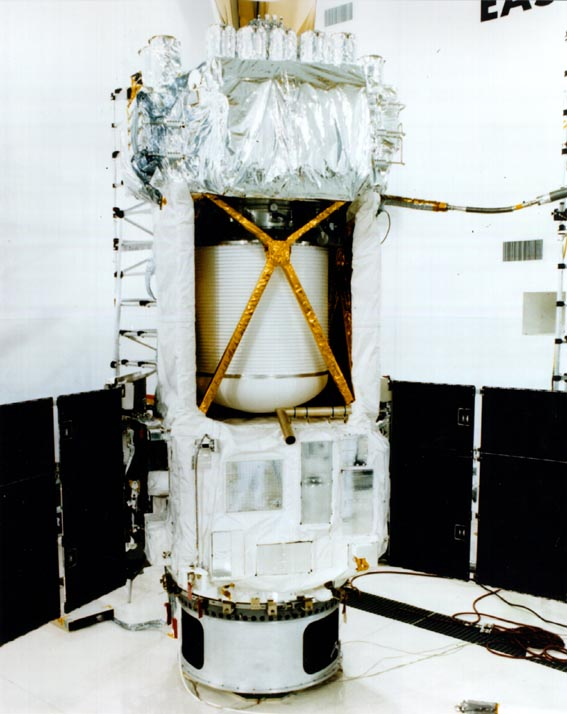
MSX im Reinraum während der Startvorbereitungen
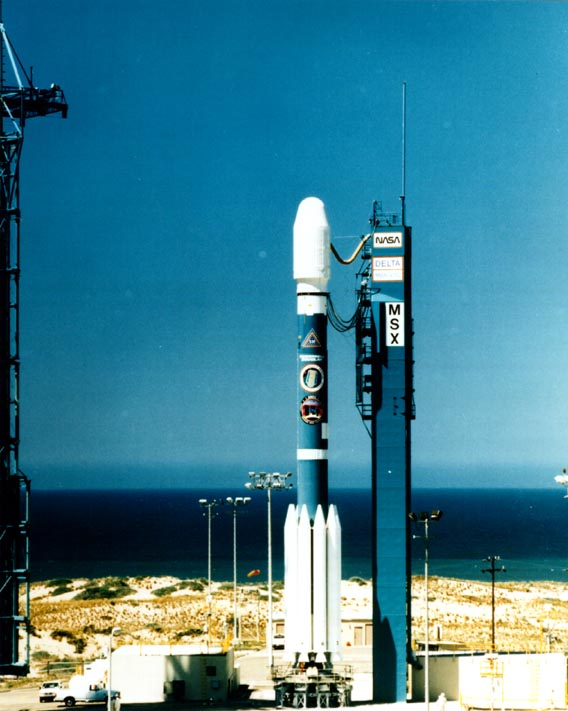
Delta-7920-10 mit MSX während der Startvorbereitungen
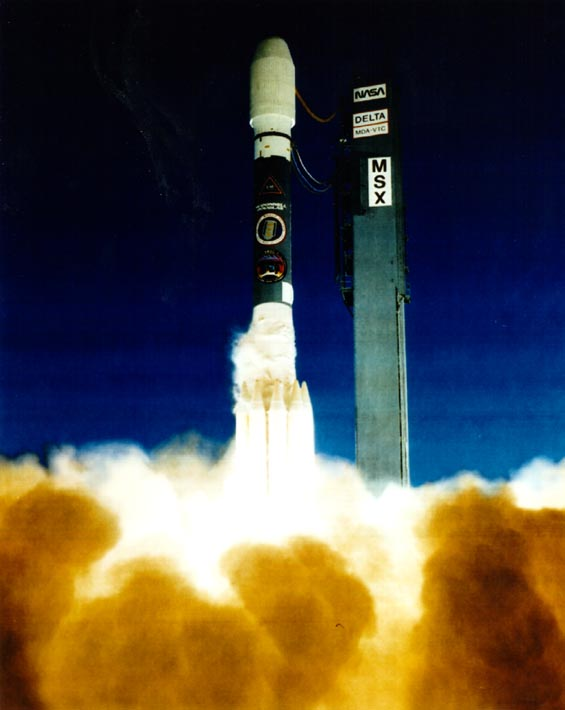
Start von MSX